# Sheiks
 (avril 2023).
Les Sheiks, aussi appelés Os Sheiks ou The Sheiks, sont un groupe de rock portugais. Le groupe est formé en 1963 par Carlos Mendes, Fernando Chaby, Jorge Barreto et Paulo de Carvalho. Surnommés « les Beatles portugais », ils jouaient du rock 'n' roll typique de l'époque et dont ils sont les principaux précurseurs au Portugal. Le groupe se sépare en 1967 et réapparait sporadiquement par la suite.

## Biographie
Les Sheiks, dont le premier nom était Windsors and Black Riders, commencent par jouer dans des fêtes et des spectacles organisés par des écoles et des universités. En 1965, ils sortent leur premier EP qui comprenait une reprise de Summertime de George Gershwin. Plus tard cette année-là, en septembre, Barreto est parti pour laisser la place à Edmundo Silva (guitare basse), ex-Conjunto Mistério.
Le 9 octobre 1965, ils participent au 7e tour éliminatoire du Concurso Ié-Ié au Teatro Monumental (Lisbonne) et obtiennent la première place avec 43 points, battant les Tubarões, de Viseu, les Galãs, de Porto, les Czares, d'Aveiro, et les Jovens do Ritmo, d'Amora-Seixal. Au début de 1966, ils sortent leur deuxième EP avec des chansons comme Missing You et Tell Me Bird, la plus connue du groupe. Le 8 janvier 1966, ils remportent la première demi-finale du Concurso Ié-Ié avec 49 points, devant Chinchilas, de Carcavelos, Demónios Negros, de Funchal, Diamantes Negros, de Sintra, Tártaros, de Porto, Bárbaros, d'Arcos de Valdevez, et Sombras da Parede, de Parede. Les Sheiks manqueront la finale du 30 avril 1966 (victoire des Claves) car ce jour-là ils avaient un concert à la Queima das Fitas de Coimbra. Cette année-là, ils se produisent avec des groupes internationaux comme The Searchers et Nino Ferrer, entre autres. En 1966, ils sortent trois autres EP : le premier contient la ballade Lonely Lost and Sad ; le second des reprises de These Boots are Made for Walkin' de Nancy Sinatra et Michelle des Beatles ; le troisième comprend les chansons I've Got to Give Up, Try to Understand, Tears are Coming et I'm Feeling Down.
Missing You sort en Espagne, en Angleterre et en France. En France, ils jouent une saison au Bilboquet de Paris, entre le 8 et le 11 décembre 1966. Dans cette ville, ils enregistrent l'EP Sheiks em Paris. En raison de l'absence d'autorisation de la famille de l'un des membres, ils ont dû refuser l'invitation d'un manager qui représentait les Rolling Stones en France. À leur retour à Lisbonne, Carlos Mendes quitte le groupe pour poursuivre ses études et est remplacé par Fernando Tordo. C'est avec ce line-up qu'ils sortent un nouvel album en juin 1967 qui comprend le titre That's All. En novembre 1967, Fernando Chaby et Paulo de Carvalho quittent le groupe et ils se séparent. Il y avait encore un groupe, dont faisait partie Edmundo Silva, qui a ensuite utilisé (à tort) le nom de « Sheiks », mais qui ne comptait aucun des membres fondateurs.
En 1973, leur label sort deux singles en format stéréo : Missing You/Tell Me Bird et Lord, Let It Rain/Bad Girl. En 1979, ils reviennent, à l'initiative de Fernando Chaby, avec leur formation principale (Paulo de Carvalho, Carlos Mendes, Edmundo Silva et Chaby). Ils sortent l'album Pintados de Fresco, enregistré à Madrid, où ils revisitent des morceaux du groupe (Tell Me Bird, Got to Keep On Dancing, Baby Don't Cry, Lonely, Lost and Sad, Missin' You, Loving Life as It Comes (Tears are Coming), My Mother's Advice, Lord Let It Rain) avec de nouveaux arrangements. EMI publie la compilation Os 20 Mais dos Sheiks. L'année suivante sort l'album Com Cobertura, et présentent à la télévision une série de 13 programmes intitulée Sheiks Com Cobertura. Le groupe se sépare de nouveau par la suite.
En 1993 sort la compilation Os Grandes Êxitos dos Sheiks qui contient des morceaux du groupe enregistrés entre 1965 et 1967, transposés pour la première fois au format CD. En 1996, une compilation est également publiée dans la série économique Caravela. Movieplay a également publié deux compilations, dans les séries Melhor dos Melhores et Clássicos da Renascença, avec les morceaux enregistrés pour le label Nova.
Le groupe se réunit dans les années 2000 et 2010 pour des concerts sporadiques, notamment en 2005 à IberRock (Viseu). En 2007, ils se produisent à nouveau dans divers lieux, la première de la tournée ayant eu lieu à Santarém,. En janvier 2013, ils jouent au Teatro São Luiz.

## Membres
- Carlos Mendes — chant, guitare, basse
- Fernando Chaby — guitare
- Jorge Barreto — guitare
- Edmundo Silva — basse
- Paulo de Carvalho — batterie, chant
- Fernando Tordo — chant, guitare, basse

## Discographie

### Albums studio
- 1979 : Pintados de Fresco (Boom/Nova)
- 1980 : Com Cobertura (Boom/Nova)

### EP
- 1965 : Summertime (Parlophone/VC)
- 1966 : Tell Me Bird (Parlophone/VC)
- 1966 : Lonely Lost and Sad (Parlophone/VC)
- 1966 : Yesterday Man (Parlophone/VC)
- 1966 : Tears are Coming (Parlophone/VC)
- 1967 : Sheiks em Paris (Parlophone/VC)
- 1967 : That's All (Parlophone/VC)

### Singles
- 1966 : Eusebio/Portugal É Que É O Tal (Parlophone)
- 1973 : Missing You/Tell Me Bird (EMI/VC)
- 1973 : Lord, Let It Rain/Bad Girl (EMI/VC)
- 1979 : Tell Me Bird/Baby Don't Cry (Boom/Nova)

### Compilations
- 1979 : Os 20 Mais dos Sheiks (EMI/VC)
- 1993 : Os Grandes Êxitos dos Sheiks (EMI)
- 1996 : Missing You - Colecção Caravela (EMI)
- 1998 : O Melhor dos Melhores nº 82 (Movieplay)
- 2000 : Clássicos da Renascença (Movieplay)